# Landkreis Rotenburg (Hessen)
De Kreis Rotenburg is een voormalig Landkreis in Hessen. Het heeft bestaan tot 1972.
Vanaf 1 augustus 1972 is het district voor het grootste deel samen met het naburige Landkreis Hersfeld in de Landkreis Hersfeld-Rotenburg verenigd. De stad Sontra is bij deze herindeling overgegaan naar de Landkreis Eschwege. De gemeente Rengshausen is bij deze herindeling overgegaan naar het Landkreis Fritzlar-Homberg.